# Cerova (Krupanj)
Cerova (em cirílico: Церова) é uma vila da Sérvia localizada no município de Krupanj, pertencente ao distrito de Mačva, na região de Rađevina. A sua população era de 856 habitantes segundo o censo de 2011.

## Demografia
| 1948  | 1953  | 1961  | 1971  | 1981  | 1991  | 2002 | 2011 |
| ----- | ----- | ----- | ----- | ----- | ----- | ---- | ---- |
| 1 375 | 1 493 | 1 469 | 1 356 | 1 237 | 1 070 | 965  | 856  |